# شرکت چاقوسازی آی‌تور
شرکت چاقوسازی آی‌تور (به انگلیسی: Aitor Knife Company) شرکتی اسپانیایی است که در ساخت چاقو برای کاربردهای نظامی و عمومی تخصص دارد. شرکت اعلام کرده‌است درحال ارائه تجهیزات لازم به سازمان ملل و یونسکو برای خدمات امنیتی در چندین کشور می‌باشد.
این شرکت در سال ۱۹۳۹ میلادی در ارموا، ایبار واقع در سرزمین باسک (منطقه خودمختار) توسط برادران اوژنیو، و آلخاندرو در اصل بنام ایهر (به انگلیسی: IHER) تأسیس شد، سپس نام خود را به عنوان کارد و چنگال سازی شمالی تغییر داد و سرانجام به نام فعلی یعنی آیتور (به انگلیسی: Aitor) تبدیل شد، در حال حاضر دامنه فعالیتشان شامل چاقوهای جنگی برای ارتش اسپانیا و نیروهای مسلح چند کشور دیگر می‌باشد، چاقوهای ثابت از جمله چاقوهای موسوم به بقاء، با تیغه استیل ضدزنگ ویژه آنها در ۲۰٫۵ سانتی‌متر، دسته توخالی از جنس استیل ضدزنگ جنگل کینگ اول، استیل ضدزنگ تیغه به طول ۱۳٫۵ سانتی‌متر، دسته توخالی آلومینیوم با چوب جنگل کینگ II و چاقوهای جیبی برای تفریح در فضای آزاد ساخته شده و همچین چاقوی سوئیسی است.